# Galumna tuberculata
Galumna tuberculata är en kvalsterart som beskrevs av Sandór Mahunka 1997. Galumna tuberculata ingår i släktet Galumna och familjen Galumnidae. Inga underarter finns listade i Catalogue of Life.